# Helsingfors universitets ritsal

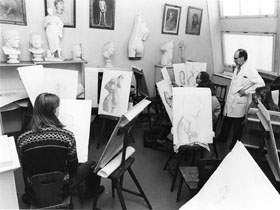
Åke Hellman lär ut ritning vid University Design Center 1978.

Helsingfors universitets ritsal Helsingin yliopiston piirustuslaitos, är en konst- och ritskola grundad av Kungliga Akademien i Åbo 1707.
Skolan flyttades till Helsingfors 1828 och inkorporerades med Helsingfors universitet och fick då namnet Helsingfors universitets ritsal som senare ändrades till Helsingfors universitets designinstitut. Fram till 1840-talet var Helsingfors universitets ritsal den enda konstutbildning som fanns i Finland. Skolan har haft ett flertal kända konstnärer som huvudlärare bland annat Magnus von Wright, Adolf von Becker och Fredrik Ahlstedt. Universitets teckningskurs är öppen tre dagar i veckan på Porthanas sjunde våning under ledning av någon utbildad konstnär. Studenterna har möjlighet att studera gipsgjutning, krokiteckning och målning i olika tekniker. Studierna börjar på traditionellt sätt i gipsklassen. Senare går man vidare till en levande modell, undervisningen inkluderar även anatomikurser. Helsingfors universitets ritsal äger en omfattande konstsamling som kommit till med hjälp av donationer från tidigare elever. Samlingen används i undervisningen som förlagor för elevernas arbeten. Konstsamlingen som innehåller skulpturer, målningar och grafik utökas även med inköp bland annat har en man förvärvat små målningar av bland annat Alexander Lauréus samt skulpturer, foton och gipsmodeller. 
Efter en framställan av Pehr Adolf Kruskopf förvärvades de första exemplaren av forntida skulptur på 1830-talet. Skulpturerna ställdes ut på Helsingfors universitets ritsals första konstutställning som visas 1845 vid samma tillfälle visades även elevarbeten med gipsgjutna kopior av bland annat Laokoongruppen. Samlingarna inkluderar även konsthistoriskt värdefulla verk, till exempel deponeras på Ateneum verket Landsväg i Tavastland av Werner Holmberg dessutom ingår ett stort antal övningsverk av bland annat Albert Edelfelt, Eliel Saarinen och Tove Jansson i samlingarna.